# Lisabonsko geografsko društvo
Lisabonsko geografsko društvo (port. Sociedade de Geografia de Lisboa) je znanstveno društvo stvoreno u Lisabonu 1875. godine s ciljem promicanja i asistiranja proučavanju i napretku geografije i srodnih znanosti u Portugalu. 
Društvo je stvoreno u kontekstu europskog pokreta istraživanja i kolonizacije, a njegova aktivnost posebno je bila istaknuta u istraživanju afričkog kontinenta. 

## Institucionalna povijest
10. studenog 1875. skupina od 74 potpisnika šalju kralju Luísu I. od Portugala peticiju radi osnutka društva koje bi se zvalo Sociedade de Geografia de Lisboa, a čija bi zadaća bila promicanje i asistiranje istraživanju i napretku geografije i srodnih znanosti u državi. Dva potpisnika bili su Luciano Cordeiro i Teófilo Braga među mnogim drugim intelektualcima, novinarima i političarima tog vremena.
Društveni ciljevi bili su organiziranje konferencija i znanstvenih kongresa, te davanje velikih fondova istraživačkim putovanjima i znanstvenom istraživanju.
U prosincu 1876. društvo je pokrenulo objavljivanje Boletim da Sociedade de Geografia de Lisboa (Bilten Lisabonskog geografskog društva), koji i danas izlazi.

## Vanjske poveznice
- Lisabonsko geografsko društvo  Arhivirana inačica izvorne stranice od 20. siječnja 2009. (Wayback Machine) (port.)
- Poštanske marke Lisabonskog geografskog društva  Arhivirana inačica izvorne stranice od 15. svibnja 2008. (Wayback Machine)